# Jarosław Moszczyński
Jarosław Konrad Moszczyński (ur. 16 września 1952, zm. 15 marca 2021) – polski specjalista w dziedzinie kryminalistyki, dr hab.

## Życiorys
19 kwietnia 1989 obronił pracę doktorską Koncepcja optymalizacji wykorzystania kryminalistycznych kartotek daktyloskopijnych w procesie zwalczania przestępczości, 23 kwietnia 2012 habilitował się na podstawie rozprawy zatytułowanej Subiektywizm w badaniach kryminalistycznych. Przyczyny i zakres stosowania subiektywnych ocen w wybranych metodach identyfikacji człowieka. Został zatrudniony na stanowisku profesora nadzwyczajnego i kierownika w Katedrze Kryminalistyki i Medycyny Sądowej na Wydziale Prawa i Administracji Uniwersytetu Warmińsko-Mazurskiego w Olsztynie.

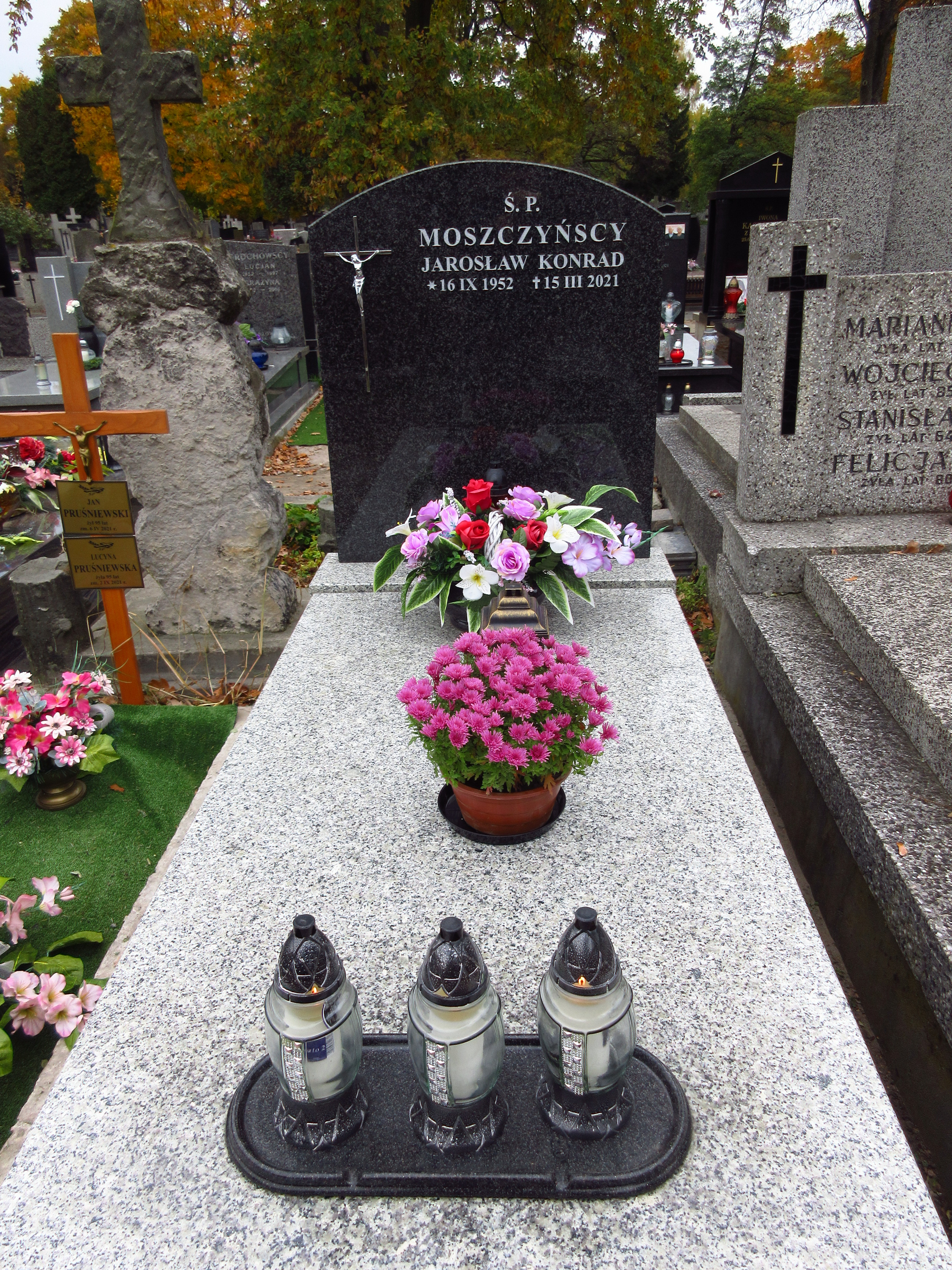
Grób profesora Jarosława Moszczyńskiego na Cmentarzu Bródnowskim.

Był profesorem uczelni Katedry Kryminologii i Kryminalistyki Wydziału Prawa i Administracji Uniwersytetu Warmińsko-Mazurskiego w Olsztynie.
Zmarł 15 marca 2021. Pochowany na Cmentarzu Bródnowskim (kwatera 64B-4-27).

## Odznaczenia i wyróżnienia
- 2001: Złoty Krzyż Zasługi[3][6]
- 2013: Medal Komisji Edukacji Narodowej[3]